# Archiv für Anatomie, Physiologie und wissenschaftliche Medicin
Archiv für Anatomie, Physiologie und wissenschaftliche Medicin (abgekürzt als  Arch.Anat.Physiol.wiss.Med. oder Müllers Archiv) war eine wissenschaftliche Zeitschrift. Ihr Herausgeber war bis 1858 der Physiologe Johannes Müller. Ihm folgten  Carl Bogislaus Reichert und Emil du Bois-Reymond. Müllers Archiv erschien von 1834 bis 1876, zunächst in Berlin bei G. Eichler, später in Leipzig im Verlag Veit & Comp. Es ging hervor aus dem von J. F. Meckel herausgegebenen Archiv für Anatomie und Physiologie und wurde abgelöst durch Archiv für Physiologie (Archiv für Anatomie und Physiologie. Physiologische Abteilung, 1877–1919) und Archiv für Anatomie und Entwickelungsgeschichte (Anatomische Abteilung des Archives für Anatomie und Physiologie, 1877–1912). 